# Veselîi Hai, Iampil
Veselîi Hai (în ucraineană Веселий Гай) este un sat în comuna Kneajîci din raionul Iampil, regiunea Sumî, Ucraina.

## Demografie
Componența lingvistică a localității Veselîi Hai
     Ucraineană (100%)
Conform recensământului din 2001, toată populația localității Veselîi Hai era vorbitoare de ucraineană (100%).